# Лятно тръшване (1993)
Лятно тръшване (1993) (на английски: SummerSlam) е шестото годишно pay-per-view събитие от поредицата Лятно тръшване, продуцирано от Световната федерация по кеч (WWF). Събитието се провежда на 30 август 1993 г. в Обърн Хилс, Мичиган.

## Обща информация
И трите титли са защитавани на Лятно тръшване. Братята Стайнър защитават Световните отборни титли на WWF срещу Небесните тела, а Шон Майкълс защитава Интерконтиненталната титла на WWF срещу Мистър Пърфект. Основното събитие е Лекс Лугър срещу Йокозуна за Световната титла в тежка категория на WWF. В допълнение към мачовете за титли, Брет Харт и Джери Лоулър трябва да се бият, за да уредят сметките си и да определят кой ще бъде обявен за „Безспорен крал на Световната федерация по кеч“.

## Резултати
| №                                                                        | Резултати | Правила                                                       | Време |
| ------------------------------------------------------------------------ | --- | ------------------------------------------------------------- | ----- |
| 1Т                                                                       | Оуен Харт побеждава Бари Хоровиц | Индивидуален мач                                              | 08:32 |
| 2                                                                        | Рейзър Рамон поб. Тед Дибиаси | Индивидуален мач                                              | 07:32 |
| 3                                                                        | Братята Стайнър (Рик Стайнър и Скот Стайнър) (ш) поб. Небесните тела (Джими Дел Рей и Том Причард) (с Джим Корнет)                  | Отборен мач за Световните отборни титли на WWF                | 09:28 |
| 4                                                                        | Шон Майкълс (ш) (с Дизел) поб. Мистър Пърфект чрез отброяване                                                                       | Индивидуален мач за Интерконтиненталната титла на WWF         | 11:20 |
| 5                                                                        | Ървин Р. Шистър поб. 1-2-3 Хлапето                                                                                                  | Индивидуален мач                                              | 05:44 |
| 6                                                                        | Брет Харт поб. Дуинк Клоуна (с Джери Лоулър) чрез дисквалификация                                                                   | Индивидуален мач                                              | 09:05 |
| 7                                                                        | Джери Лоулър поб. Брет Харт чрез дисквалификация                                                                                    | Индивидуален мач                                              | 06:32 |
| 8                                                                        | Лудвиг Борга поб. Марти Джанети чрез предаване                                                                                      | Индивидуален мач                                              | 05:15 |
| 9                                                                        | Гробаря (с Пол Беърър) поб. Гиганта Гонсалес (с Харви Уипълман)                                                                     | Мач Почивай в мир                                             | 08:04 |
| 10                                                                       | Димящите дула (Барт Гън и Били Гън) и Татанка поб. Бам Бам Бигелоу и Разбивачите на глави (Фату и Саму) (с Афа Аноаи) и Луна Вашон) | Шесторен отборен мач                                          | 11:15 |
| 11                                                                       | Лекс Лугър поб. Йокозуна (ш) (с Мистър Фуджи и Джим Корнет) чрез отброяване                                                         | Индивидуален мач за Световната титла в тежка категория на WWF | 17:58 |
| - (ш) – указва шампиона/шампионите в мача - Т – показва, че мача е тъмен | |                                                               |       |